# Lössau
Lössau ist ein Stadtteil von Schleiz im Saale-Orla-Kreis in Thüringen.

## Geografie und Geologie
Der Ort liegt östlich der Stadt Schleiz an der Bundesstraße 94 nach Zeulenroda über Weckersdorf im thüringischen Teil des Vogtlandes. Die Talsperre Lössau prägt das Gelände. Das Wasser dient der Fernwasserversorgung. Der Überlauf fließt über die Wisenta in die Saale.
Geologisch befindet sich die Gemarkung des Ortes im Südostthüringer Schiefergebirge. Diese Böden sind durch den hohen Feinerdeanteil und den hohen Humusgehalt sehr ertragreich und -sicher.

## Geschichte
Der Name ist slawischen Ursprungs. Lössau wurde erstmals in einer Urkunde vom 26. November 1335 erwähnt. Die heutige Kirche wurde 1755–59 erbaut, nachdem die alte Kirche abgerissen worden war.
Seit 1862 ist Lössau Schulstandort. Die von der Stadt Schleiz am 14. Dezember 1993 beschlossene Eingemeindung wurde am 8. März 1994 vollzogen.

## Wirtschaft
Das land- und forstwirtschaftliche Umland und die Talsperre prägen die Wirtschaft im Ort.

## Verkehr

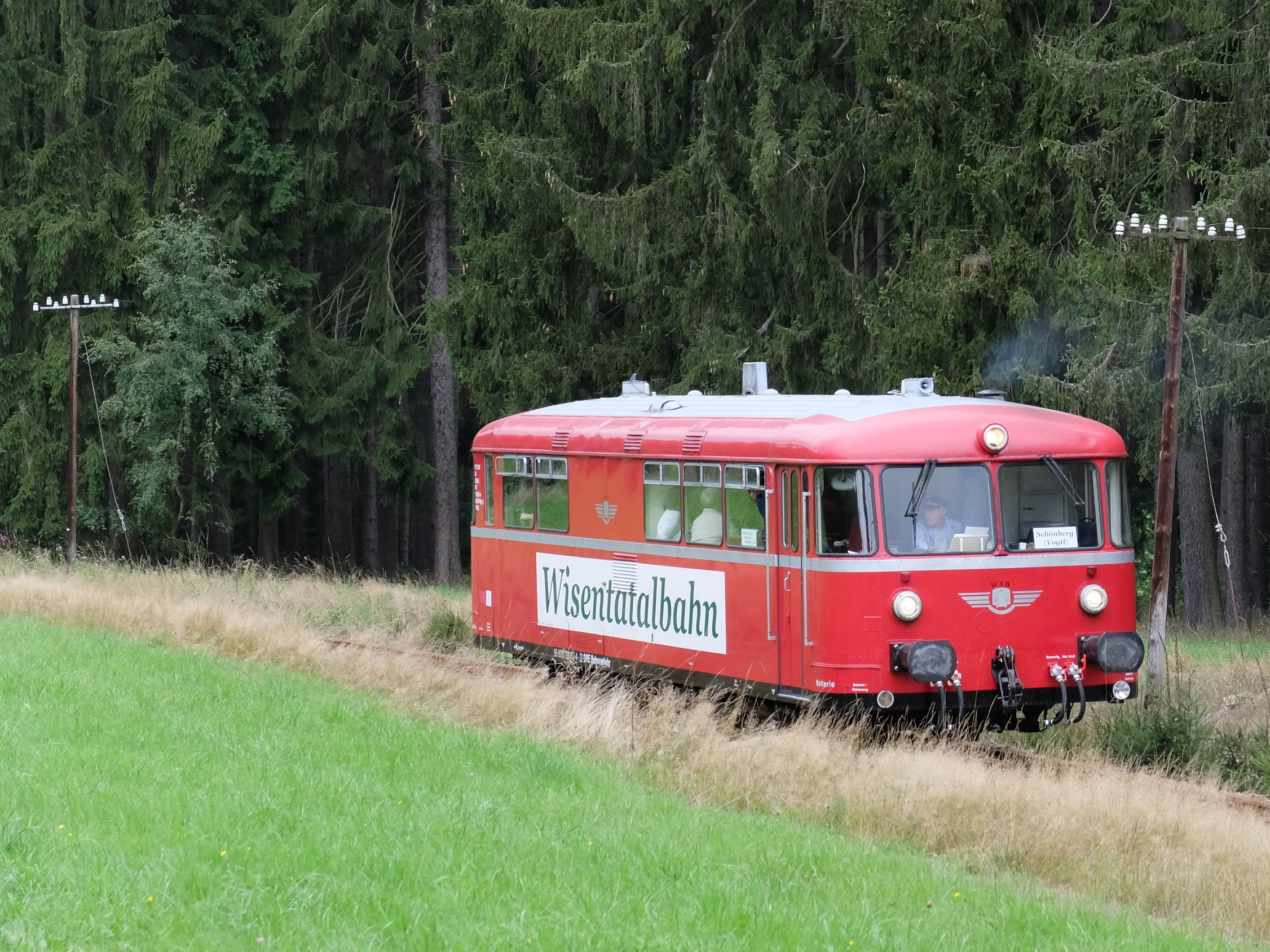
Triebwagen 798 307 der Wisentalbahn kurz vor Lössau

Der Haltepunkt Lössau liegt an der Bahnstrecke Schönberg–Schleiz. Die Strecke ist von der DB Netz AG an die Deutsche Regionaleisenbahn verpachtet. Es findet kein regelmäßiger Personenverkehr mehr statt. Gelegentlich finden Sonderfahrten statt.